# Thorne Bay
Thorne Bay es una ciudad ubicada en el Área censal de Príncipe de Gales–Hyder en el estado estadounidense de Alaska. En el Censo de 2010 tenía una población de 471 habitantes y una densidad poblacional de 6,15 personas por km².

## Geografía
Thorne Bay se encuentra en las coordenadas 55°40′2″N 132°32′8″O / 55.66722, -132.53556. Según la Oficina del Censo de los Estados Unidos, Thorne Bay tiene una superficie total de 76.61 km², de la cual 68.84 km² corresponden a tierra firme y (10.15%) 7.77 km² es agua.

## Demografía
Según el censo de 2010, había 471 personas residiendo en Thorne Bay. La densidad de población era de 6,15 hab./km². De los 471 habitantes, Thorne Bay estaba compuesto por el 91.93% blancos, el 0.21% eran afroamericanos, el 2.12% eran amerindios, el 0.64% eran asiáticos, el 0.42% eran isleños del Pacífico, el 0.42% eran de otras razas y el 4.25% pertenecían a dos o más razas. Del total de la población el 1.7% eran hispanos o latinos de cualquier raza.